# GRDDL
GRDDL (произносится 'griddle') — формат надстройки для описания ресурсов различных диалектов и языков, рекомендация W3C, которая позволяет пользователям получать RDF триплеты из документов XML, включая XHTML. GRDDL спецификация показывает примеры использования XSLT, обычно этого вполне достаточно, чтобы получить необходимые знания и работы с дополнениями. Вышеуказанный текст одобрен в качестве рекомендации от 11 сентября 2007 года.

## Как это работает

### XHTML и трансформации
Документ содержит связанные с ним трансформации, работающие по одному из нескольких алгоритмов.
Например, документ XHTML может содержать следующий код:
```
<head
 
profile=
"http://www.w3.org/2003/g/data-view

		http://dublincore.org/documents/dcq-html/

		http://gmpg.org/xfn/11"
>

<link
 
rel=
"transformation"
 
href=
"grokXFN.xsl"
 
/>

```

Использующие документ проинформированы о том, что на данной странице могут быть использованы GRDDL трансформации, с помощью включения соответствующего профиля и атрибутов основного элемента:
```
http://www.w3.org/2003/g/data-view

```

Трансформации доступны для одной и более ссылок:
```
<link
 
rel=
"transformation"
 
href=
"grokXFN.xsl"
 
/>

```

Код работает только с XHTML 1.x . Атрибуты профиля были переведены в HTML5, включая XML публикации.

### Микроформаты и трансформации профиля
Если страница XHTML содержит микроформаты, то в большинстве это означает наличие специального профиля.
Например, документ содержащий информацию о hcard должен иметь:
```
<head
 
profile=
"http://www.w3.org/2003/g/data-view http://www.w3.org/2006/03/hcard"
>

```

Когда получает http://www.w3.org/2006/03/hcard то:
```
<head
 
profile=
"http://www.w3.org/2003/g/data-view"
>

```

и
```
<p>
Use
 
of
 
this
 
profile
 
licenses
 
RDF
 
data
 
extracted
 
by

   
<a
 
rel=
"profileTransformation"
 
href=
"../vcard/hcard2rdf.xsl"
>
hcard2rdf.xsl
</a>

    
from
 
<a
 
href=
"http://www.w3.org/2006/vcard/ns"
>
the
 
2006
 
vCard/RDF
 
work
</a>
.

</p>

```

GRDDL пользователь может использовать профиль трансформации для получения всей информации о hcard со страниц на которые адресована ссылка.

### XML и трансформации
Как и в случае с XHTML, GRDDL трансформации могут быть приложены XML документам.

### XML трансформации имени
Подобно трансформации профиля, имя XML может иметь трансформацию связанную с ним.
Это позволяет диалектам XML (к примеру, KML или Atom) работать с RDF.
XML документ просто указывает на имя
```
<foo
 
xmlns=
"http://example.com/1.0/{{Недоступная ссылка|date=2019-02|bot=InternetArchiveBot }}{{Недоступная ссылка|date=2018-08|bot=InternetArchiveBot }}{{Недоступная ссылка|date=2018-05|bot=InternetArchiveBot }}{{Недоступная ссылка|date=2018-01|bot=InternetArchiveBot }}"
>

   
<!-- document content here -->

</foo>

```

и при выполнении , http://example.com/1.0/ (недоступная+ссылка) указывает на имя трансформации.
Подобные средства дают широкую свободу действий с данными XML и позволяет преобразоваться в RDF/XML с минимальными потерями для автора имени.

### Вывод данных
Трансформирование документа означает, преобразование его данных в формат RDF.
Вывод данных производится в базу и осуществляется с помощью запроса в SPARQL.

## Дополнительные материалы
- RDFa, рекомендации W3C для аннотаций к сайтам с данными RDF
- eRDF, альтернатива RDFa

## Список литературы
1. ↑  W3C press release announcing that GRDDL reached Recommendation status. Дата обращения: 8 июня 2011. Архивировано 28 октября 2011 года.

- Kerner, Sean Michael (26 октября 2006). W3C Looks to GRDDL For Semantic Web Sense'. internetnews.com.